# Лепіота рожева
Лепіота рожева або Лепіота зубчаста, Лепіота інкарнатна, Лепіота мінлива (лат. Lepiota subincarnata) — отруйний гриб родини печерицевих (Agaricaceae).

## Синоніми і застарілі назви
- Lepiota josserandii Bon & Boiffard, 1975.
- Leucoagaricus josserandii (Bon & Boiffard) Raithelh., 1989.
- Lepiota subincarnata var. josserandii (Bon & Boiffard) Gminder, 1999.
- Lepiota josserandii var. rosabrunnea Raithelh., 1988.
- Leucoagaricus rosabrunneus (Raithelh.) Raithelh., 1989.

## Опис
Шапка діаметром 2 – 5 см, спочатку напівсферична, з підвернутим краєм, пізніше випукло-розпростерта або плоско-розпростерта, з невеличким бугорком посередині, з розпростертим, хвилястим краєм. Поверхня шапки світло-охряна, охряно-бурувата, сірувато-рожевувато-червонувата, світліша біля країв, покрита гострими, буруватими або пурпурово-коричневими, нестійкими лусочками, іноді з залишками покривала на краях.
Гіменофор пластинчастий. Пластинки густі, тонкі, вільні, спочатку білі, пізніше білувато-кремові.
Споровий порошок білий. Спори 6-7,5 * 3,5-5 мкм, еліпсоподібної або яйцеподібно-еліпсоподібної форми, з гладкою поверхнею, безбарвні.
Ніжка висотою 2,5 – 4 см, діаметром 0,2 – 0,35 см, циліндрична, злегка розширена до основи, порожниста, з швидко зникаючим кільцем, спочатку блідувата, пізніше бурувата, вище кільця гола, нижче кільця повстисто-луската. Кільце вузьке, швидко зникаюче, розташоване в верхній частині ніжки.

## Середовище і розповсюдження
Росте з липня до жовтня, в листяних лісах, на відкритих галявинах, в акацієвих насадженнях, в лісопосадках та в парках, на трав’янистих ділянках, поодинці та групами, рідко.
Зустрічається в Лівобережному Злаково-Лучному Степу та Лівобережному Злаковому Степу.

## Практичне використання
Смертельно отруйний гриб.